# دوغلاس بيت
دوغلاس بيت هو رائد أعمال ومستثمر أمريكي وُلد في 2 نوفمبر (تشرين الثاني) 1966، وأسس منظمة كير تو ليرن الخيرية التي يقع مقرها في الولايات المتحدة الأمريكية. اختير في أبريل (نيسان) 2010 سفيرًا للنوايا الحسنة لدى الأمم المتحدة في جمهورية تنزانيا، وهو الشقيق الأصغر للمثل الأمريكي براد بيت.

## نشأته
وُلد دوغلاس بيت في 2 نوفمبر (تشرين الثاني) عام 1966 في مدينة سانت لويس بولاية ميزوري في الولايات المتحدة الأمريكية، لعائلة ميسورة الحال حيث كانت والديه جين إيتا (ني هيلهاوس تعمل كمستشارة مدرسية، ووالده ويليام ألفين بيت يعمل في قطاعي النقل بالشاحنات والعقارات. تخرج دوغلاس بيت من مدرسة كيكابو الثانوية في مدينة سبرينغفيلدبولاية ميزوري، وحصل على شهادته الجامعية عام ١٩٩٠ من جامعة ولاية جنوب غرب ميزوري، والتي أصبحت تعرف لاحقًا باسم جامعة ولاية ميزوري. وفي عام 2011، أُدرج اسم دوغلاس بيت في قاعة مشاهير مدارس سبرينغفيلد العامة، ثُم أدرج اسمه عام ٢٠١9 في قاعة مشاهير خريجي جامعة ولاية ميزوري.

## مسيرته المهنية
بدأ دوغلاس بيت حياته العملية في عام 1991 بتأسيس مركز سيرفس وورلد للحاسوب، وفي نوفمبر (تشرين الثاني) عام ٢٠٠٧، باع ٧٥٪ من أسهم الشركة إلى شركة ميامي نيشنز إنتربرايزز، ولكنه ظل على الرغم من ذلك مالكًا وشريكًا تشغيليًا رئيسيًا بالشركة. وفي عام 2010، حصلت الشركة على لقب شركة العام الخيرية.
وفي عام 2012، شارك دوغلاس بيت في تأسيس شركة تي غس آي للخدمات المتكاملة، بالشراكة مع شركة تي إس آي غلوبال، والتي يقع مقرها الرئيسي في مدينة سانت لويس. وفي عام 2017، أعاد دوغلاس بيت شراء أسهم شركته المتخصصة في أجهزة الحواسب، والتي أُعيد تنظيمها لتصبح مجموعة بيت للتقنية. وفي عام 2018، استحوذت مجموعة بيت للتقنية على شركة كونسيبتي كود المتخصصة في تطوير برمجيات الحاسوب. وفي عام 2019، استحوذت مجموعة بيت للتقنية على شركة المتخصصة في تقديم الاستشارات السمعية والبصرية.
افتتح دوغلاس بيت في عام 2013 مركزًا للابتكار وحاضنات الأعمال في مدينة أوزارك بولاية ميزوري، بالشراكة مع الغرفة التجارية لمدينة أوزارك. ثُم انضم دوغلاس بيت إلى مجلس إدارة بنك بنك غريت ساوذرن في عام 2015، ثم اتجه إلى الاستثمار العقاري من خلال المُشاركة في تأسيس مجموعة بيت للتنمية.
أصبح دوغلاس بيت بعد ذلك متحدثًا باسم شركة فيرجن موبايل في أستراليا، حيث جسّد نسخة كوميدية من شقيقه براد بيت، باعتباره "ثاني أشهر بيت". وفي عام 2019، ظهر دوغلاس بيت في إعلان لشركة شركة ماذرز بروينغ التي خصصت عائدات حملتها الدعائية لمؤسسة كير تو ليرن الخيرية.
أختير دوغلاس بيت ليكون عضوا في اللجنة الاستشارية لولاية ميسوري التابعة لتحالف القيادة العالمية الأمريكية. وفي عام ٢٠٢٣، شارك دوغلاس بيت ضمن فعاليات مؤتمر الجنوب الغربي في حلقة نقاش بعنوان "تغير المناخ: مسألة أمن قومي"، والتي ناقش خلالها تأثير الجفاف على منطقة شرق أفريقيا، والدور الذي تلعبه منظمة وورلد سيرف الدولية في مجال توفير المياه النظيفة.

## نشاطه الخيري
انضم دوغلاس بيت منذ عام ١٩٩٥، وحتى الآن لعضوية العديد من المجالس والجمعيات والمؤسسات المهتمة بالأنشطة الخيرية، مثل جمعية الأخوة الكبار والأخوات الكبار، ومؤسسة ميك أويش، وجمعية أختام عيد الفصح، وجمعية الصليب الأحمر، كما ترأس غرفة تجارة منطقة سبرينغفيلد، وكانت له مشاركات فعالة في العديد من فرق العمل المجتمعية، إذ شارك على سبيل المثال في رئاسة فرقة عمل سبرينغفيلد للمشردين عام ٢٠١٠، وشارك في لجنة الطفولة المبكرة التابعة لمبادرة وعد كل طفل عام ٢٠١٣. عمل دوغلاس بيت أيضًا بدءًا من عام ٢٠١١ كمستشار تنفيذي في منظمة إيناكتس التي تهتم بدعم الطلاب الجامعيين في مشاريعهم الحرة، ثم عُيّن في المجلس الاستشاري لمنظمة وان في ميسوري عام ٢٠١٣.
أدرك دوغلاس بيت منذ عام ٢٠٠٧ حجم التحديات التي يواجهها الأطفال في جنوبي غرب ولاية ميسوري، وخاصةً أولئك الذين يعيشون في فقر مدقع. ومن القصص التي ألهمته قصة طالب في الصف الخامس تعرض للتنمر بسبب ذهابه إلى المدرسة مرتديا البنطال الجينز الخاص بوالدته. كانت هذه واحدة من القصص التي دفعت دوغلاس بيت إلى تأسيس منظمة الرعاية للتعلم في أبريل (نيسان) 2008، وهي منظمة خيرية تُركز على تلبية احتياجات الأطفال الصحية العاجلة، كالجوع، ونقص النظافة، لدعم نجاحهم الأكاديمي. وبحلول عام 2023، كانت المنظمة قد ساعدت أكثر من 3 ملايين شخص من خلال التبرعات المالية والعينية.
وفي يوليو (تموز) 2010، عُيّن دوغلاس بيت كأول سفير للنوايا الحسنة لجمهورية تنزانيا المتحدة بقرار من الرئيس التنزاني جاكايا كيكويتي في حفل أقيم في مدينة نيويورك.

## إنجازاته
في عام ٢٠١١، أصبح دوغلاس بيت هو أول أمريكي يتسلق جبل كليمنجارو وينزل منه بالدراجة الجبلية.

## حياته الأسرية
تزوج دوغلاس بيت من زوجته ليزا بيت، وأنجبا ثلاثة أطفال هم لاندون، وسيدني، وريغان.